# Uroobovella pyriformis
Uroobovella pyriformis is een mijtensoort uit de familie Urodinychidae .